# Elizabeth Jane Gardner
Elizabeth Jane Gardner (Exeter, 4 ottobre 1837 – Parigi, 22 gennaio 1922) è stata una pittrice statunitense.

## Biografia
Nata nel New Hampshire, Elisabeth Gardner, giovanetta di buona famiglia, ricevette le prime nozioni di disegno e di acquarello nel Collegio di Lasell, dove fece amicizia con la sua insegnante d'arte, la pittrice Imogene Robinson. Quando costei partì per l'Europa, Elizabeth  proseguì gli studi a Boston. Ben presto, però, si rese conto che le occorreva una formazione più qualificata; partì quindi per Parigi, dove raggiunse la Robinson nel 1864.

Studiò con Ange Tissier, Hugues Merle, Jules Joseph Lefebvre e infine con William-Adolphe Bouguereau.
Elizabeth fu la prima pittrice statunitense ad esporre al Salon de Paris nel 1866 e la prima a meritare una medaglia d'oro nel 1872.

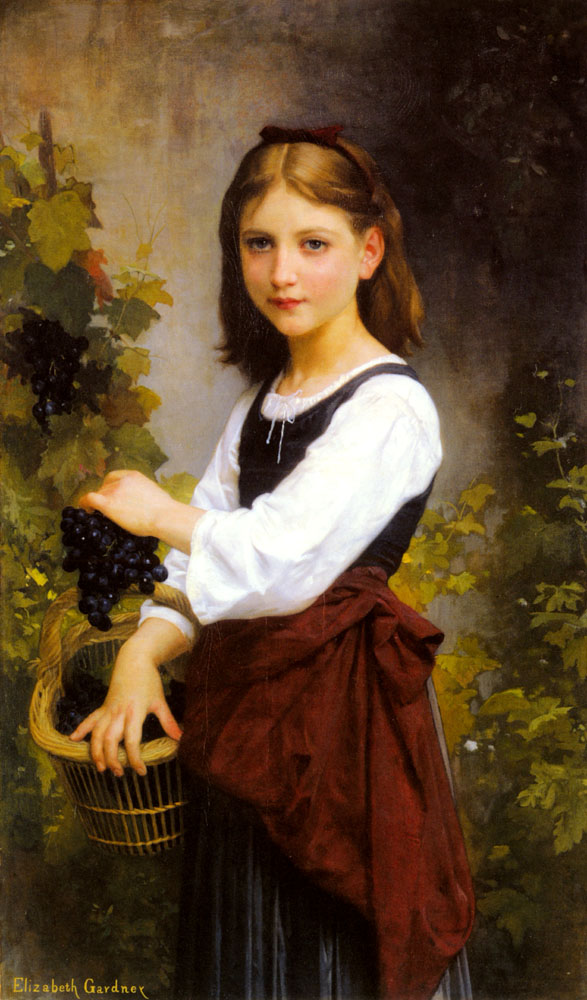
Giovanetta con un cesto d'uva

Quando Bouguereau rimase vedovo, Elizabeth ne divenne l'amante, osteggiata fermamente da sua madre. Scomparsa anche quest'ultima nel 1896, ella sposò Bouguereau, avendo costui 71 anni e lei 59. Questa relazione e la conseguente unione furono oggetto di molti commenti negli ambienti artistici parigini. Ma la Gardner, donna di carattere indipendente e lucida amministratrice della propria vita, non diede mai importanza ai vari giudizi che si davano di lei. Fu invece particolarmente influenzata dalla pittura del marito, al punto che certe sue opere sembrerebbero eseguite da lui. E una volta ella ammise persino: «Preferisco essere considerata come la migliore imitatrice di Bouguereau, piuttosto che essere nessuno».

Rimasta vedova nel 1905, Elizabeth dipinse ancora quattro tele importanti, poi, gravata da pesanti forme reumatiche, smise ogni attività artistica.

Morì ottantacinquenne a Parigi, dove, in fondo, era sempre vissuta.

## Opere principali
Il suo capolavoro può essere considerato "Il pastore David trionfante". Altre opere notevoli  sono:
- Cenerentola
- Cornelia e i suoi gioielli
- Corinna
- L'indovina
- Maud Muller
- Dafni e Cloe
- Ruth e Naomi
- La figlia del fattore, (1887)
- Il matrimonio di Breton
- L'Imprudente
- Ritratti vari.

## Mostre
- Salon de peinture et de sculpture de Paris del 1872 (fu la prima donna a vincere la Medaglia d'oro).
- Esposizione universale, Parigi. 1889. (Medaglia di bronzo).
- Centenario di Filadelfia.
- Esposizione universale del 1893, Chicago, 1893

## Galleria d'immagini

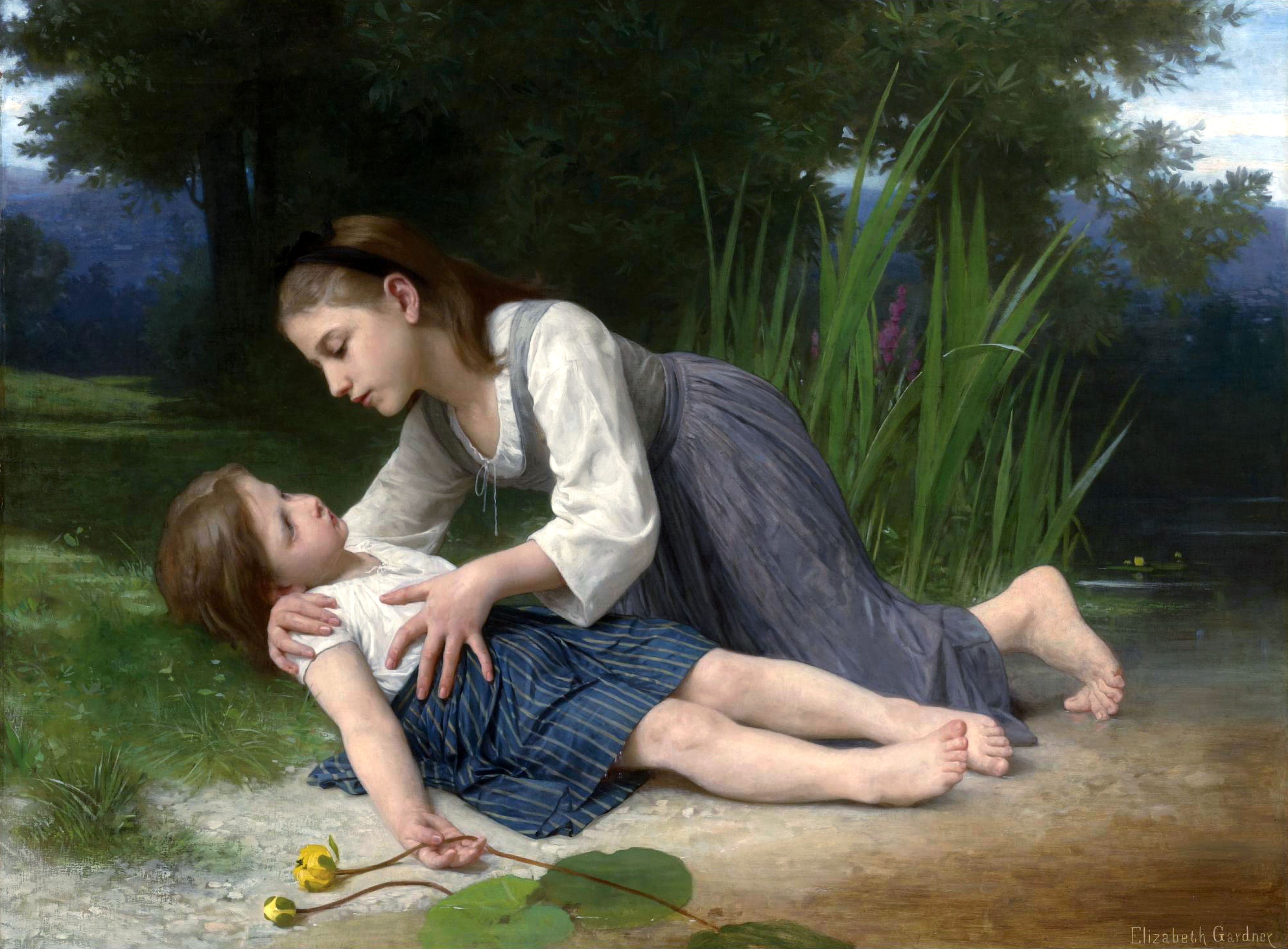
L'imprudente
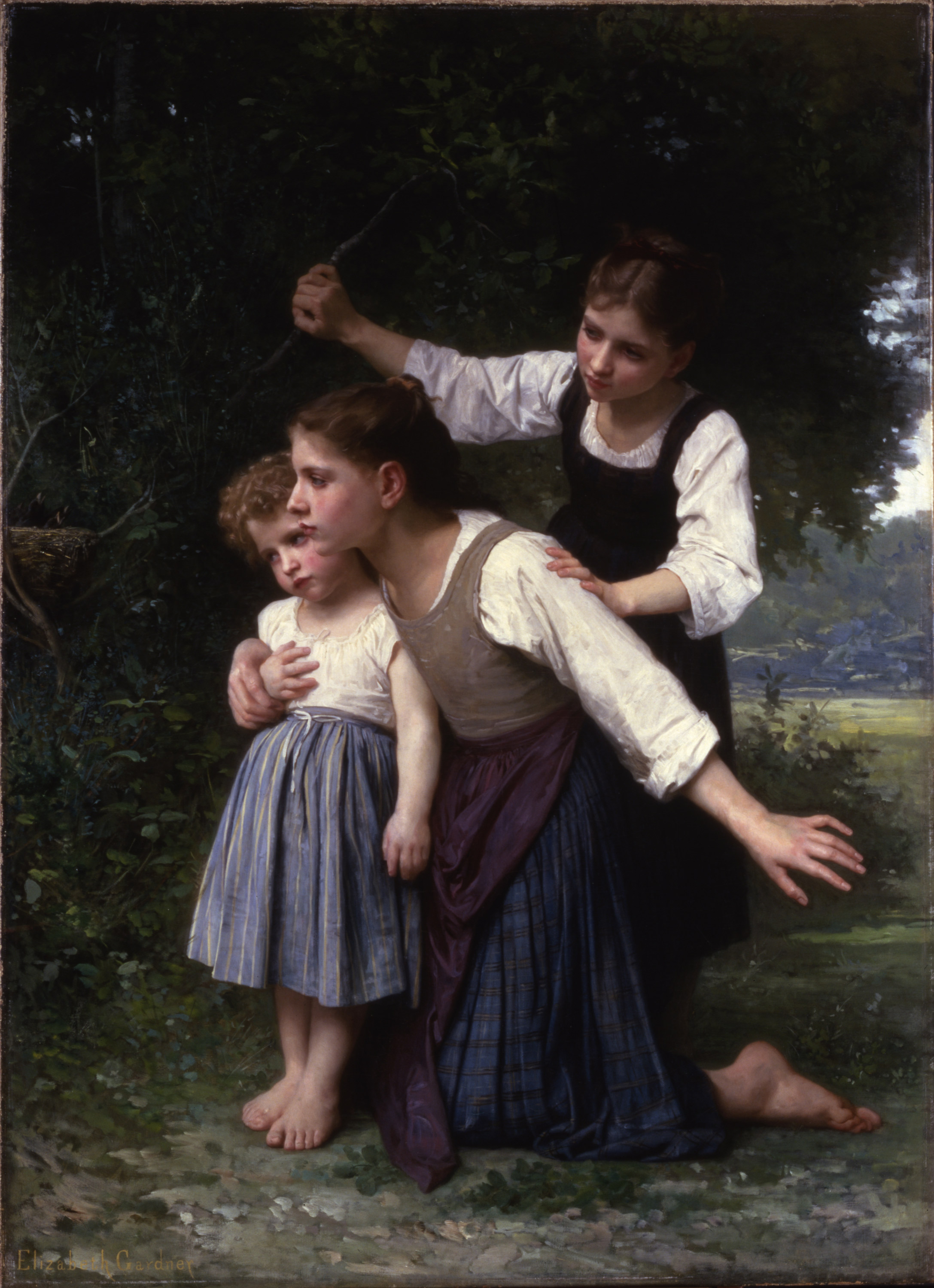
Nel bosco
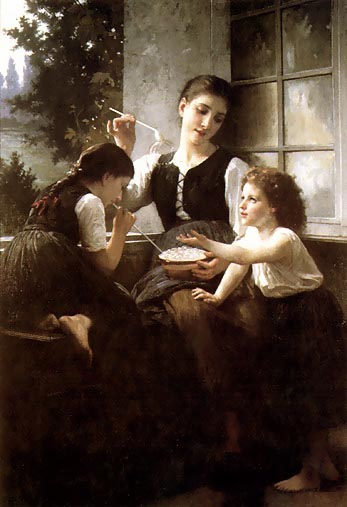
Bolle di sapone
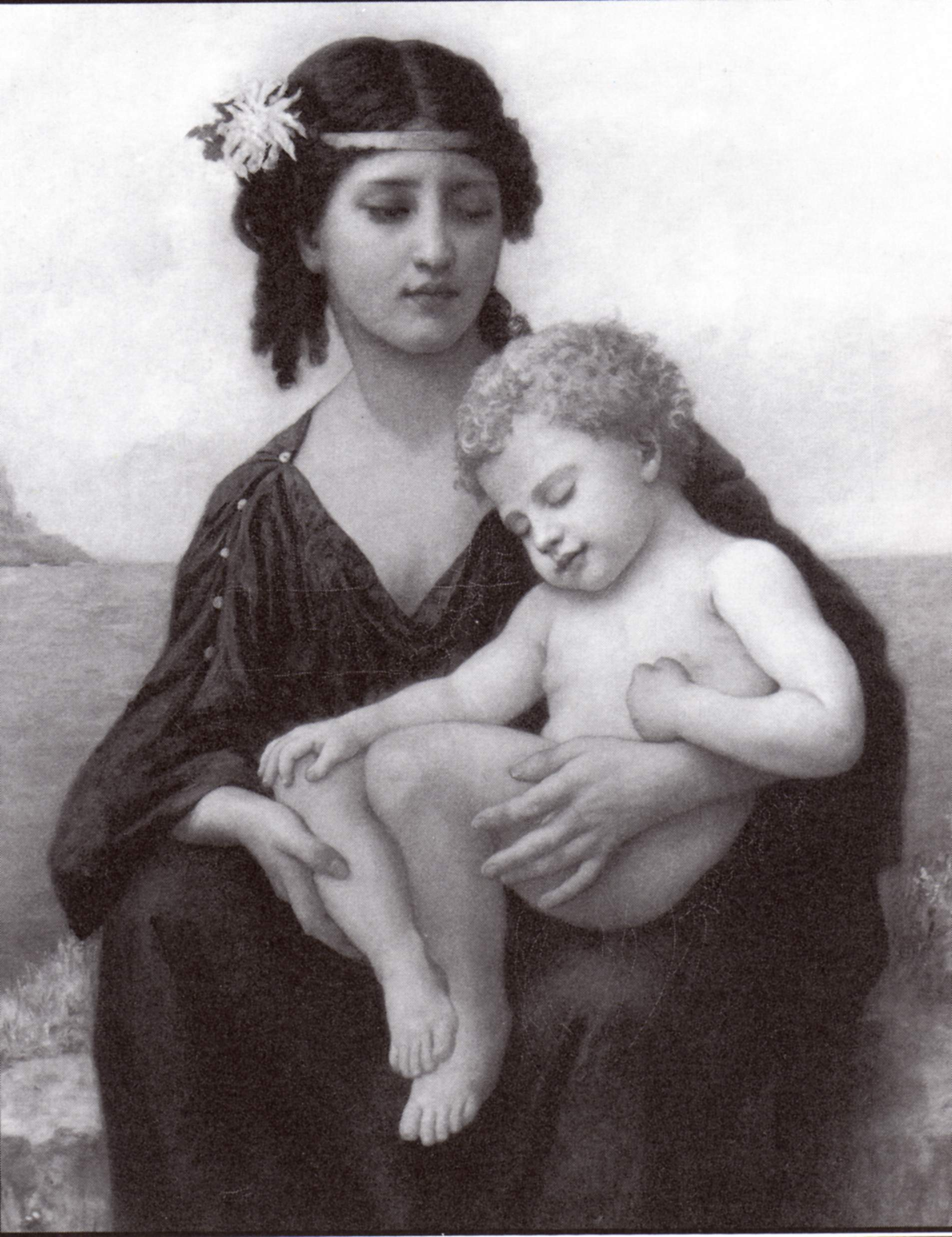
Sulla riva del mare
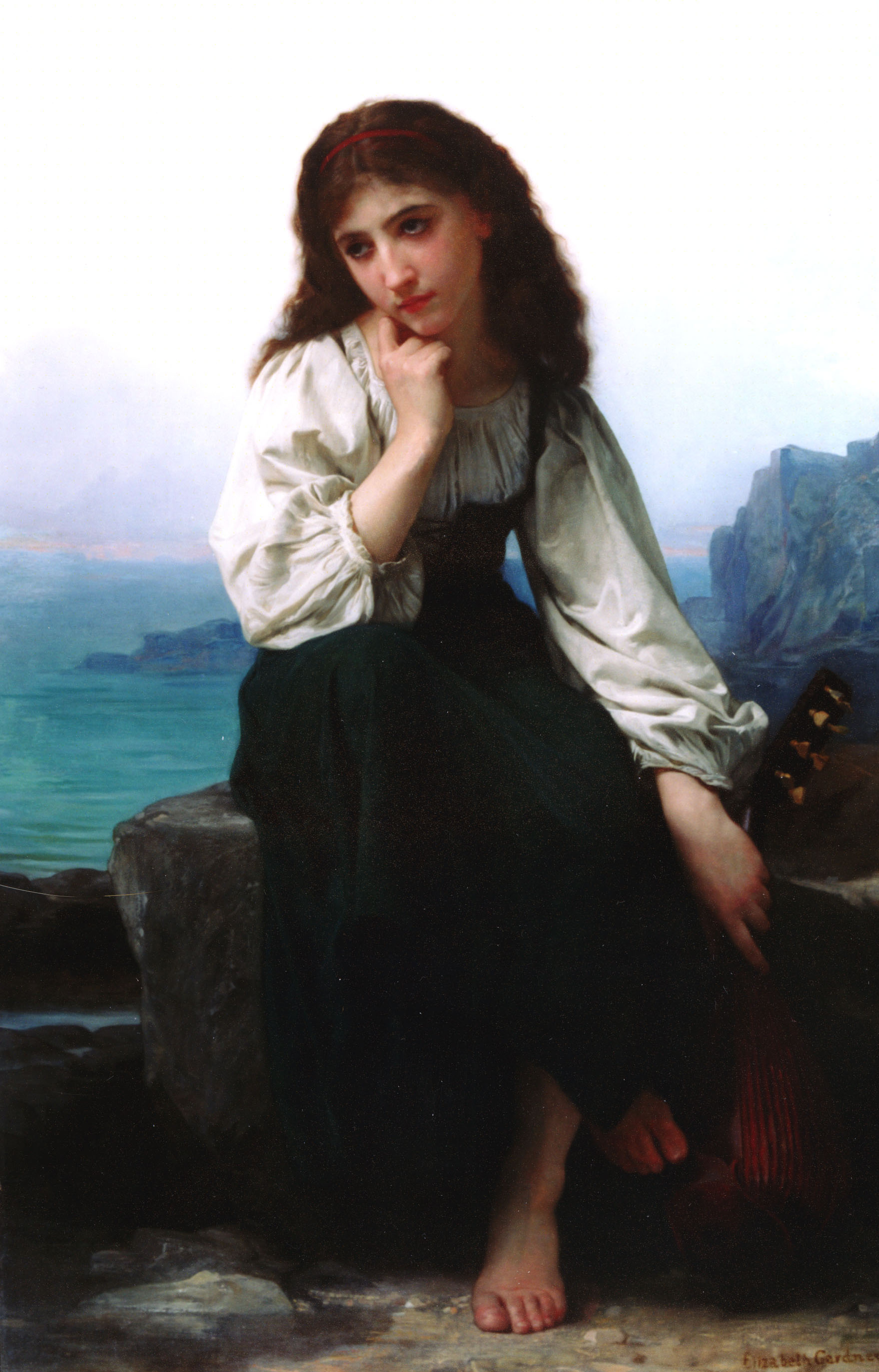
Garde